# The Earth Dies Screaming
Pour plus de détails, voir Fiche technique et Distribution.
The Earth Dies Screaming (« la Terre meurt en hurlant ») est un film britannique réalisé par Terence Fisher, sorti en 1964.

## Synopsis
Après une mystérieuse attaque au gaz qui tue la plus grande partie de la population de la Terre, quelques survivants se rassemblent dans une auberge de campagne pour trouver un plan de survie. Cependant, l'attaque au gaz n'est que la première étape d'une invasion extraterrestre, dans laquelle des groupes de robots tueurs à l'épreuve des balles traquent les rues, capables de tuer n'importe qui par un simple contact de leurs mains. Les membres du groupe trouvent des armes supplémentaires dans une salle d'exercice voisine, mais les robots continuent leur campagne de terreur, qui ne fait que s'intensifier lorsque leurs victimes se relèvent d'entre les morts comme des zombies, désireux de tuer quiconque pourrait tenter de les arrêter. Pourtant, malgré les frictions au sein du groupe - et la naissance d'un bébé, ce qui complique encore les choses - la plupart des membres survivent.
Après avoir découvert que les robots de la région sont contrôlés à partir d'une tour d'émission locale, les survivants la font sauter et se dirigent vers un aéroport voisin, où ils réquisitionnent un avion et s'envolent vers le Sud, vers une destination inconnue, en espérant que d'autres survivants voient leur avion et les rejoignent.

## Fiche technique
- Titre en France: The Earth Dies Screaming
- Réalisation : Terence Fisher
- Scénario : Harry Spalding
- Direction artistique : George Provis
- Photographie : Arthur Lavis
- Musique : Elisabeth Lutyens
- Production : Robert L. Lippert et Jack Parsons
- Pays d'origine : Royaume-Uni
- Genre : science-fiction
- Durée : 62 minutes
- Date de sortie : 1964

## Distribution
- Willard Parker : Jeff Nolan
- Virginia Field : Peggy
- Dennis Price : Quinn Taggart
- Thorley Walters : Edgar Otis
- Vanda Godsell : Violet Courtland